# The Colour of Spring
The Colour of Spring – trzeci album studyjny angielskiej grupy muzycznej Talk Talk, wydany w 1986 roku nakładem wytwórni fonograficznej EMI.

## Lista utworów
Opracowano na podstawie materiału źródłowego.
Wydanie LP:
Strona A:
| Nr | Tytuł utworu              | Muzyka                         | Długość |
| -- | ------------------------- | ------------------------------ | ------- |
| 1. | „Happiness is Easy”       | Mark Hollis, Tim Friese-Greene | 6:30    |
| 2. | „I Don’t Believe in You”  | Mark Hollis, Tim Friese-Greene | 5:02    |
| 3. | „Life’s What You Make It” | Mark Hollis, Tim Friese-Greene | 4:28    |
| 4. | „April 5th”               | Mark Hollis, Tim Friese-Greene | 5:51    |
|    |                           |                                | 21:51   |

Strona B:
| Nr | Tytuł utworu              | Muzyka                         | Długość |
| -- | ------------------------- | ------------------------------ | ------- |
| 1. | „Living in Another World” | Mark Hollis, Tim Friese-Greene | 6:58    |
| 2. | „Give It Up”              | Mark Hollis, Tim Friese-Greene | 5:17    |
| 3. | „Chameleon Day”           | Mark Hollis, Tim Friese-Greene | 3:20    |
| 4. | „Time It’s Time”          | Mark Hollis, Tim Friese-Greene | 8:14    |
|    |                           |                                | 23:49   |

## Twórcy
Opracowano na podstawie materiału źródłowego.
Muzycy:
- Mark Hollis – śpiew (1-8), organy (4), gitara (8), fortepian (3, 5-7), harmonijka klawiszowa (8), melotron (6), wariofon (4, 7)
- Lee Harris – perkusja, instrumenty perkusyjne (1-3, 5, 6, 8)
- Paul Webb – gitara basowa (2, 5, 6, 8), wokal wspierający (3, 5)

Dodatkowi muzycy:
- Tim Friese-Greene – fortepian (1, 2, 4, 8), melotron [3], wariofon (4, 7), syntezator Kurzweila (1)
- Ian Curnow – keyboardy (2, 6)
- Martin Ditcham – instrumenty perkusyjne (1, 3, 5, 6, 8)
- Mark Feltham – harmonijka ustna (5)
- Alan Gorrie – gitara basowa (1)
- Robbie McIntosh – gitara (1, 2, 5, 8), gitara Dobro (4, 6)
- Morris Pert – instrumenty perkusyjne (1, 2, 5, 8)
- Phil Reis - instrumenty perkusyjne (1)
- David Rhodes – gitara (3, 5, 6)
- David Roach – saksofon sopranowy (2, 4, 5)
- Gaynor Sadler – harfa (2)
- Danny Thompson – kontrabas (1)
- Steve Winwood – instrumenty klawiszowe (1, 2, 5)
- Chór dziecięcy ze szkoły Miss Speake (The Barbara Speake Stage School) (1)
- Chór Ambrosia (The Ambrosian Singers) (8)

Produkcja:
- Tim Friese-Greene – produkcja muzyczna
- Pete Wooliscroft, Dennis Weinrich, Paul Schroeder, Dietmar Schillinger – inżynieria dźwięku
- James Marsh – obraz na okładce
- Richard Haughton – fotografia